# Yeanneth Puñales
Stella Yeanneth Puñales Brun (Lascano, 3 de junio de 1961), conocida también como Yanet Puñales, es una escribana y política uruguaya perteneciente al Partido Colorado.

## Biografía
Oriunda del departamento de Rocha, segunda hija del también político Adauto Puñales y de Mireya Brun.
Egresada como escribana pública de la Facultad de Derecho de la Universidad de la República.
En el periodo 1990-1995 actuó como diputada suplente por la Unión Colorada y Batllista. De cara a las elecciones de 1994, junto con su padre adhieren al Foro Batllista, y es electa diputada titular por su departamento para el periodo 1995-2000. Reelecta para el periodo 2000-2005; durante dicho periodo fue 4ª vicepresidenta de la Cámara de Representantes.
En su actuación parlamentaria se destaca su participación en la Comisión de Género y Equidad (que llegó a presidir), junto con sus colegas Glenda Rondán, Beatriz Argimón, Margarita Percovich y Daisy Tourné.
En las internas de 2009 respaldó la precandidatura de Pedro Bordaberry.
Ocupa un lugar en el CEN del Partido Colorado. y un cargo de confianza política en el Senado.